# 本金蒔絵ワイングラス
本金蒔絵ワイングラス（ほんきんまきえ—）とは、日本古来の漆・蒔絵工芸の伝承のために2005年に商品化されたワイングラス。
従来、硝子地への漆の定着は不可能とされてきたが、定着剤の開発により可能となり、それをきっかけとして現代の生活シーンで実用できる美術品として開発された。
蒔絵とは、金粉を蒔いては磨く作業を何度となく繰返し、盛り上げ、三次元的な美しさを演出する日本独自の漆工芸。「本金蒔絵」という名の由来は、江戸時代の大名道具にも通じる技術と手間隙がかかっているという意味が込められているとも言われる。